# Adalbert Rang
Adalbert Rang (* 5. März 1928; † 9. April 2019) war ein deutscher Erziehungswissenschaftler und Hochschullehrer.
Der Neffe des Pädagogen Martin Rang studierte das Lehramt für Volksschulen am Pädagogischen Institut Weilburg (Lahn) und unterrichtete in Frankfurt am Main von 1951 bis 1964, unterbrochen von einem Studienaufenthalt in den USA. Danach förderte er viele Schüleraufenthalte in den USA. Er promovierte 1964 bei Adorno und Martin Rang. Nach Assistenzen in Frankfurt und Tübingen wurde er 1968 an die Pädagogische Hochschule Berlin berufen, wo er bis 1982 lehrte. Dann wechselte er bis 1993 an die Universität Amsterdam.
Die erste Publikation betraf 1959 seinen Großvater Florens Christian Rang. Die Dissertation ging über Der politische Pestalozzi. Anschließend befasste er sich mit der Gesamtschule und der Förderstufe. Er nahm immer wieder US-amerikanische Perspektiven in seine Studien auf.
Adalbert Rang ist Vater der Autorin und Übersetzerin Anne Weber.

## Schriften
- Der politische Pestalozzi. Europäische Verlagsanstalt, Frankfurt a. M. 1967.
- Fördern und Auslesen: Eine Untersuchung an hessischen Schulen mit Förderstufe. Diesterweg, Frankfurt a. M. 1967 (mit Erich E. Geissler, Richard P. Krenzer).
- Die differenzierte Gesamtschule: zur Diskussion einer neuen Schulform. Piper, München 1969 (hrsg. mit Wolfgang Schulz).
- Integrierte Gesamtschule und Comprehensive School. Motive, Diagnose, Aspekte. Westermann, Braunschweig 1970 (mit Wolfgang Klafki, Hermann Röhrs).